# Лебедь Микола Кирилович

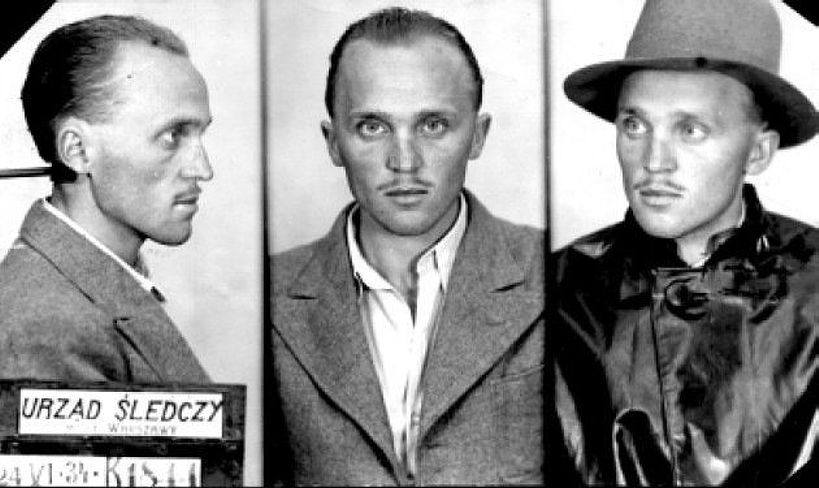
Микола Лебедь, 1934

Мико́ла Кирилович Ле́бідь, або Микола Кирилович Лебедь (псевдо: «Максим Рубан», «Марко», «Євген Скиба», «Олег», «Ігор», «Ярополк», «Вільний») 11 січня 1909 (за іншими даними — 23 листопада 1910) Нові Стрілища, Бібрський повіт, Королівство Галичини та Володимирії, Австро-Угорщина, тепер Бібрська міська громада, Львівська область — 19 липня 1998, Піттсбург, США) — український політик, один із лідерів ОУН-УПА. Засновник і перший керівник Служби безпеки ОУН (1940—1941). Міністр державної безпеки УДП (1941—1942). Організатор замаху на міністра внутрішніх справ Польщі Броніслава Перацького (1934). Чоловік Дарії Омелянівни Гнатківської.

## Життєпис
Народився в селі Нові Стрілиська Бібрського повіту (тепер Бібрська міська громада, Львівська область) у родині кравця Кирила Лебедя.
У віці 16 років став членом підпільної Української військової організації, згодом — активний діяч ОУН. Член 7-го куреня пластунів у Львові, організатор першої підпільної «п'ятки» Юнацтва, організатор та керівник Юнацтва в гімназії від 1929 року. У 1930 році закінчив академічну гімназію у Львові. У 1930—1932 роках брав активну участь в організації молодіжних груп ОУН на Західно-Українських землях, керівник підпільних вишколів Юнацтва ОУН у Карпатах. У 1932—1934 роках зв'язковий між Крайовою Екзекутивою ОУН ЗУЗ та Проводом ОУН за кордоном.
У 1934 році підготував замах на міністра внутрішніх справ Польщі Броніслава Перацького у відповідь на жорстокі репресії проти українських націоналістів (1024 українця були кинуті за ґрати за наказом міністра) і спробу пацифікації українських земель із закриттям українських шкіл та друкованих видань, насильницьким «ополяченням» українців
Страту Пєрацького як вирок революційного трибуналу за злочини перед українцями організувала ОУН. Наказ віддав 24-річний крайовий провідник ОУН Бандера, акцією керував його одноліток Лебедь, а виконавцем атентату був доброволець Григорій Мацейко.
Після здійснення замаху намагався виїхати через Данциг—Штеттін до Німеччини, але за наказом Генріха Гіммлера був заарештований гестапо й виданий Польщі. На Варшавському процесі 1935—1936 років був засуджений до смертної кари, яку згодом було замінено довічним тюремним ув'язненням у Святому Хресті. Справа закінчилася арештом і засудженням багатьох членів ОУН, гучні процеси над якими відбулися у Варшаві (1935) та Львові (1936). 5 вересня 1939 року Лебедь під час конвоювання в іншу в'язницю втік.
Коли молодше покоління підпільників оголосило про незадоволення Андрієм Мельником і створення нового керівного органу ОУН — Революційного проводу, у 1940 році перейшов до лав ОУНР під керівництвом Степана Бандери, у 1941 році став його другим заступником.

### Служба безпеки ОУН
У 1940 році створив Службу безпеки ОУН — законспіровану організацію з чіткою розгалуженою структурою. СБ ОУН виконувала функції спецслужби, її функціями були розвідувальна і контррозвідувальна діяльність, захист визвольного руху від проникнення ворожої агентури, а також вона виконувала каральні функції. Згодом Лебідь передав керування Службою безпеки Миколі Арсеничу.
30 червня 1941 у Львові Українські національні збори проголосили Акт відновлення Української Держави та створення Українського державного правління, до складу якого увійшов Лебедь. У Державному правлінні в липні 1941 р. призначений на пост міністра державної безпеки. Як «урядуючий провідник» після арешту Степана Бандери та Ярослава Стецька в 1941 р. — головний організатор протинацистського резистансу (український антинацистський рух Опору) та фактичний лідер ОУН. Разом із Романом Шухевичем, головним організатором Української Повстанської Армії.
Організатор та керівник трьох конференцій ОУНР в Україні (вересень 1941, квітень 1942, лютий 1943). У 1941—1944 роках вів переговори з польською Армією Крайовою (АК) про спільну боротьбу проти нацистів. До 1943 очолював ОУНР на західноукраїнських землях та відіграв важливу роль у формуванні Української повстанської армії. 21-25 серпня 1943 став учасником III Надзвичайного великого збору ОУНР, обраний головою Головної ради ОУНР та керівником Референтури зовнішніх зв'язків при Проводі ОУНР. У 1944 став співзасновником Української головної визвольної ради та генеральним секретарем закордонних справ УГВР.
За дорученням президента й генерального секретаря УГВР виїхав на Захід для встановлення контактів із представниками західних союзників. До 1948 був членом Закордонних частин ОУНР.

### Життя в еміграції
Із грудня 1949 мешкав у місті Йонкерс (округ Вестчестер, штат Нью-Йорк, США).
Микола Лебедь опублікував монографію «УПА» — документальне дослідження про численні факти боротьби ОУН-УПА проти гітлерівської Німеччини та комуністичної агресії СРСР. У 1952—1974 роках очолював науково-дослідницький центр «Пролог» у Нью-Йорку, яке публікувало журнал «Сучасність», передруковувало твори заборонених в Україні авторів, зокрема друковані у «самвидаві» в 1960-1970-х роках. Був одним з керівників української діаспори, членом правління Українського товариства зарубіжних організацій (Мюнхен), у рамках Торонтського видавничого комітету «Літопис УПА» збирав і документував історію української боротьби проти нацизму і комунізму.
Був учасником семінару в Українському науковому інституті Гарвардського університету з лекцією про ОУН та міжнародну ситуацію у 1930-х. Згодом цей університет прийме архів українського революціонера. У 1982—1985 — заступник голови, з 1974— член ради директорів. У 1956—1991 — член управи Українського товариства закордонних студій у Мюнхені та Торонтського видавничого комітету «Літопис УПА» (1975). Автор спогадів «УПА» (1946, 1987).
Помер 19 липня 1998 року в американському Піттсбурзі, ставши одним із небагатьох керівників ОУН, що дочекалися втілення своєї мрії — здобуття Україною Незалежності.
У 1990-тих роках кілька разів був в Україні.

## Родина
Одружився в тюремній капличці з Дарією Омелянівною Гнатківською, політичною ув'язненою, яку на Варшавському судовому процесі 1935—1936 за вбивство міністра Перацького було засуджено на 15 років в'язниці.
Двоюрідний дядько Михайла Миколайовича, Богдана Миколайовича та Миколи Миколайовича Горинів (двоюрідний брат їхньої матері Стефанії Данилівни Горинь (до шлюбу Грек)).

## Праці
- УПА. Українська повстанська армія. Її ґенеза, ріст і дії у визвольній боротьбі українського народу за Українську Самостійну Соборну Державу. Частина І. Німецька окупація України: Репринтне вид. — Дрогобич: Відродження, 1993. — 203 с. (електронна версія) [Архівовано 22 серпня 2016 у Wayback Machine.]